# Eruzione dell'Etna del 2007-2009
L'eruzione dell'Etna del 2007-2009 ebbe inizio il 4 settembre del 2007 per concludersi soltanto il 6 luglio del 2009.

## Fasi dell'eruzione

### Inizio
2007

#### Primo Evento
Il primo parossismo avviene la mattina del 29 marzo 2007. Dalla cima del Cratere di Sud-Est alle ore 6:30 iniziano a fuoriuscire fontane di lava sempre più alte accompagnate dalla fuoriuscita di cenere che viene spinta dal vento in direzione sud-est. Quest'evento dura poco più di un'ora (alle 7:45 è già concluso) e causa la fuoriuscita di tre distinte colate, tutte in zona sommitale. Una verso la Valle del Bove e due verso la zona del Belvedere, in direzione sud.

#### Secondo Evento
Ha inizio all'1:30 dell'11 aprile 2007. La fenomenologia è sempre la stessa. Dopo l'immediato innalzamento del tremore registrato dagli strumenti dell'Istituto Nazionale di Geofisica e Vulcanologia sezione di Catania iniziano a fuoriuscire esplosioni dalla cima del Cratere di Sud-Est. Alle 2:40 comincia a fuoriuscire una colata che si butta all'interno della Valle del Bove. Alle 3:00 la fase esplosiva raggiunge il culmine e altissime fontane di lava illuminano la cima del vulcano. Anche in questo caso le colate scorrono sia ad est del Cratere che a sud (dove raggiunge la quota di 2880 m. Il parossismo si placa alle 8:30 quindi con una durata complessiva maggiore del primo evento.

#### Terzo Evento
Il terzo evento prende vita dopo 18 giorni di pausa e quindi il 29 aprile 2007. Tra le 16:00 e le 24:00 fontane di lava dalla sommità del Cratere di Sud-Est mentre una colata scende in direzione della Valle del Bove. Da notare che ogni evento è superiore in durata rispetto a quello precedente.

#### Quarto Evento
Questo è anche l'ultimo evento eruttivo della prima metà dell'anno. Avviene il 7 maggio 2007 tra l'1:00 e le 11:30 del mattino, assente stavolta l'emissione di cenere a testimonia di una minore intensità dell'evento ma forti le esplosioni che adesso non escono più dalla cima del Cratere di Sud-Est ma da una frattura formatisi nella parte più alta del cono poco sotto la bocca sommitale. Da questa frattura escono fino a mattina inoltrata fontane di lava e una colata che si sovrappone a quelle precedenti.
Dopo questo evento durato complessivamente 10 ore il vulcano si assopisce per buona parte dell'estate.

#### Il parossismo del 4 settembre 2007
A Ferragosto dalla bocca apertasi durante le eruzioni del 2004 e del 2006 dal fianco orientale del Cratere di Sud-Est iniziano a fuoriuscire folate di cenere scura. Per i vulcanologi stanno avvenendo dei crolli interni al condotto che sono causati o dall'innalzamento del magma o, al contrario, dal suo abbassamento. A partire dal 21 agosto le emissioni di cenere, che sono andate via via ad aumentare in quantità e frequenza, vengono accompagnate dalla fuoriuscita di brandelli di lava. Queste esplosioni stromboliane diventano, nei giorni avvenire, sempre più alte e potenti. Nei primi di settembre sono ben visibili da buona parte della provincia di Catania che sorge ad est del vulcano.
Il 4 settembre 2007 a partire dalle 16:00 il tremore subisce una forte impennata e le esplosioni si fanno sempre più alte e continue. Poco dopo si trasformano in una fontana di lava a getto continuo. All'inizio lo scenario è semi-nascosto dalla presenza di alcune nuvole che coprono la sommità del vulcano ma dopo due ore le nuvole scompaiono e da mezza Sicilia è possibile ammirare una vera e propria fontana di lava alta oltre 400 metri ed una nuvola di cenere che si dirige ad est. Subito a farne le spese sono i comuni di Santa Venerina, Giarre e Riposto che si ritrovano ricoperti da un fitto strato di cenere nera e vetrosa causata dalla violenza dell'evento. Con il girare del vento vengono colpiti anche i comuni di Milo e Sant'Alfio dove ricade la quantità di sabbia vulcanica maggiore.
La fontana è talmente potente che causa un fenomeno particolare, al cadere dei brandelli di lava che come una pioggia rovente si abbattono ai piedi del Cratere di Sud-Est si forma un fiume di lava che non è causato dal trabocco del magma dal cratere come avviene solitamente ma dalla continua caduta di brandelli di lava ancora roventi che formano un fiume che scende all'interno della Valle del Bove percorrendo parecchia strada e raggiungendo la quota di 1650 metri. Questo tipo di colata è detto "reomorfico".
La fontana di lava dura fino a notte fonda, intorno alle 5:00 del 5 settembre il tremore cala e le fontane si abbassano lasciando il posto a spettacolari esplosioni stromboliane che si esauriscono poco dopo. In tutto il fenomeno è stato stimato sia durato ben 12 ore che per un parossismo non ha precedenti sull'Etna. Inoltre la ricaduta di scorie ha causato la formazione di un enorme bastione di scorie sotto il Cratere di Sud-Est lungo circa 700 metri ed il cui spessore varia da pochi centimetri a 25 metri.

#### Il parossismo del 23 novembre 2007
L'ultimo evento eruttivo dell'anno avviene tra il 23 ed il 24 novembre ed ha le stesse caratteristiche del parossismo precedente se pur con qualche differenza; le esplosioni partono dalla stessa bocca sul fianco orientale del Cratere di Sud-Est ma sono più basse, la sua durata è di 7 ore (20:30 - 4:00) ed in questo caso la colata che fuoriesce, e che si ferma a quota 1700 metri, non è di tipo reomorfico. La cenere stavolta colpisce il versante nord passando per Piano Provenzana e raggiungendo la città di Messina.

### Sviluppo
2008
Dal 10 maggio riprende con nuova energia l'eruzione, durante le prime ore del pomeriggio, con un repentino aumento dei tremori precede l'inizio dell'ennesima eruzione "lampo". Alla base del cratere di sud-est si apre una frattura dalla quale velocemente si sviluppano due colate laviche che si dirigono verso la Valle del Bove, lontano dai centri abitati. Dal medesimo cratere si innalzano per centinaia di metri intense fontane di lava, mentre una nube di cenere causa la caduta di sabbia vulcanica nel versante nord dell'Etna, interessando i comuni di Linguaglossa, Randazzo, Francavilla di Sicilia e Castiglione di Sicilia, arrivando ad interessare anche Messina. L'eruzione, anticipata alcune settimane prima da eventi sismici nei paesi pedemontani dell'est etneo, si conclude nella tarda serata dello stesso giorno.
Il 13 maggio, durante la mattinata, si rilevano numerosi terremoti di magnitudo quasi 4, a meno di 1 km di profondità proprio nella zona dei crateri e si apre una frattura di circa un chilometro nella Valle del Leone. Si formano due bocche esplosive nella sommità della frattura, mentre qualche centinaio di metri più in basso si apre una bocca effusiva che emette una colata lavica ben alimentata che si dirige verso la desertica Valle del Bove. Nei giorni successivi si osserva una costante fluttuazione del tremore vulcanico: più è alto il tremore, più aumenta l'attività esplosiva ed effusiva. Tra il 10 e l'11 luglio si osserva un improvviso aumento del tremore; tutto questo comporta un progressivo aumento dell'attività stromboliana dalle bocche di quota 2800 m. L'intensa attività ridesta dal sonno gran parte della popolazione della fascia jonica, infatti i boati sono così forti da sentirsi fino a Catania. L'attività effusiva aumenta e forma un vasto campo lavico nell'alta Valle Del Bove. Da quel momento l'attività va a diminuire e da settembre è assente l'attività stromboliana, le colate laviche sono alimentate soprattutto da alcune bocche effimere poste sull'alta Valle del Bove e non scendono oltre quota 1900 m. L'eruzione continua, andando a scemare, fino al mese di luglio dell'anno seguente.

### Conclusione
2009
L'eruzione è continuata fino a luglio del 2009 limitandosi ad attività esplosive stromboliane (visibili a chilometri di distanza) alla bocca di quota 2800. Le attività esplosive sono accompagnate da piccoli sciami sismici percepibili soprattutto nelle quote più alte. L'8 luglio viene data la notizia della cessata attività. L'attività effusiva era infatti rimasta confinata ad alta quota ed in continua ma costante sovrapposizione fino al 6 luglio, quando l'attività vulcanica, durata quasi due anni ininterrottamente, ha cessato il suo decorso per lasciare spazio ad attività esclusivamente di tipo gassoso, fino al 12 luglio.
Il 6 novembre d'improvviso nella tarda serata si apre una piccola bocca esplosiva sul fianco orientale del Cratere di Sud-Est che emette per qualche ora esplosioni stromboliane per poi placarsi. Nei giorni successivi il magma staziona all'interno del condotto ma non trabocca limitandosi ad illuminare di rosso il fumo emesso da questa nuova bocca.